# Xanthanomis aurantiaca
Xanthanomis aurantiaca là một loài bướm đêm trong họ Noctuidae.